# Nathaniel Waena
Sir Nathaniel Waena foi nomeado Governador-Geral das Ilhas Salomão em 7 de Julho de 2004. Foi eleito pelo parlamento em 15 de Junho de 2004 com 27 dos 41 votos, vencendo o anterior Governador-Geral Sir John Lapli que obteve 6 votos, e o ex-primeiro-ministro, Sir Peter Kenilorea, que obteve 8 votos.
Sir Nathaniel foi tornado cavaleiro pouco depois de ter assumido a cadeira de Governador-Geral e pouco depois foi-lhe atribuída a Cruz das Ilhas Salomão (CSI).